# Calceolaria rinconada
Calceolaria rinconada är en toffelblomsväxtart som beskrevs av C. Ehrhart. Calceolaria rinconada ingår i släktet toffelblommor, och familjen toffelblomsväxter. Inga underarter finns listade i Catalogue of Life.